# Tatsuma Ito
Tatsuma Ito (Japans: 伊藤 竜馬, Itō Tatsuma) (Mie, 18 mei 1988) is een Japanse tennisser. Hij heeft nog geen enkel ATP toernooi gewonnen, maar deed al enkele keren mee aan Grand Slams. Hij heeft zeven challengers in het enkelspel op zijn naam staan.

## Palmares

### Palmares enkelspel
| Nr.                  | Datum            | Toernooi | Ondergrond    | Tegenstander in finale | Score          |
| -------------------- | ---------------- | -------- | ------------- | ---------------------- | -------------- |
| Gewonnen challengers |                  |          |               |                        |                |
| 1.                   | 9 augustus 2010  | Brasilia | Hardcourt     | Izak van der Merwe     | 6-4, 6-4       |
| 2.                   | 22 november 2010 | Toyota   | Tapijt (I)    | Yuichi Sugita          | 6-4, 6-2       |
| 3.                   | 4 april 2011     | Recife   | Hardcourt     | Tiago Fernandes        | opg.           |
| 4.                   | 21 november 2011 | Toyota   | Tapijt (I)    | Sebastian Rieschick    | 6-4, 6-2       |
| 5.                   | 5 maart 2012     | Kioto    | Tapijt (I)    | Malek Jaziri           | 65-7, 6-1, 6-2 |
| 6.                   | 7 mei 2012       | Busan    | Hardcourt     | John Millman           | 6-4, 6-3       |
| 7.                   | 12 november 2018 | Kobe     | Hardcourt (I) | Yosuke Watanuki        | 3-6, 7-5, 6-3  |

## Prestatietabellen
| Legenda | Legenda                          |
| ------- | -------------------------------- |
| g.t.    | geen toernooi gehouden           |
| l.c.    | lagere categorie                 |
| –       | niet deelgenomen                 |
| G       | uitgeschakeld in de groepsfase   |
| 1R      | uitgeschakeld in de eerste ronde |
| 2R      | uitgeschakeld in de tweede ronde |
| 3R      | uitgeschakeld in de derde ronde  |
| 4R      | uitgeschakeld in de vierde ronde |
| KF      | uitgeschakeld in de kwartfinale  |
| HF      | uitgeschakeld in de halve finale |
| F       | de finale verloren               |
| W       | het toernooi gewonnen            |
| w-v     | winst/verlies-balans             |

### Prestatietabel enkelspel
In deze tabel worden enkele jaren overgeslagen, dit omdat deze tennisser die jaren niet meedeed aan ten minste één toernooi van deze tabel.
| Grandslamtoernooien  |      |    |      |      |      |      |      |      |
| Australian Open      | –    | 2R | 2R   | –    | 1R   | 1R   | 1R   | 2R   |
| Roland Garros        | –    | 1R | –    | –    | 1R   | –    | –    | –    |
| Wimbledon            | –    | 1R | –    | 1R   | –    | –    | –    | g.t. |
| US Open              | 1R   | 1R | –    | 2R   | –    | –    | –    | –    |
| ATP Finals           |      |    |      |      |      |      |      |      |
| ATP Finals           | –    | –  | –    | –    | –    | –    | –    | –    |
| ATP Masters 1000     |      |    |      |      |      |      |      |      |
| Indian Wells         | –    | –  | 1R   | –    | 1R   | –    | 1R   | g.t. |
| Miami                | –    | –  | 1R   | –    | –    | 2R   | –    | g.t. |
| Monte Carlo          | –    | –  | –    | –    | –    | –    | –    | g.t. |
| Madrid               | –    | –  | –    | –    | –    | –    | –    | g.t. |
| Rome                 | –    | –  | –    | –    | –    | –    | –    | –    |
| Montreal/Toronto     | –    | –  | –    | –    | –    | –    | –    | g.t. |
| Cincinnati           | –    | –  | –    | –    | –    | –    | –    | –    |
| Shanghai             | –    | –  | 1R   | –    | –    | –    | –    | g.t. |
| Parijs               | –    | –  | –    | –    | –    | –    | –    | –    |
| Olympische Spelen    |      |    |      |      |      |      |      |      |
| Olympische Spelen    | g.t. | 1R | g.t. | g.t. | g.t. | g.t. | g.t. | g.t. |
| Statistieken         |      |    |      |      |      |      |      |      |
| Totaal aantal titels | 0    | 0  | 0    | 0    | 0    | 0    | 0    | 0    |
| Eindejaarsranking    | 122  | 66 | 163  | 94   | 119  | 171  | 147  | 186  |

### Prestatietabel (Grand Slam) dubbelspel
| Grandslamtoernooien   |     |
| Australian Open       | –   |
| Roland Garros         | –   |
| Wimbledon             | –   |
| US Open               | 1R  |
| ATP World Tour Finals |     |
| ATP World Tour Finals | –   |
| Olympische Spelen     |     |
| Olympische Spelen     | –   |
| Statistieken          |     |
| Totaal aantal titels  | 0   |
| Eindejaarsranking     | 696 |